# Heizkraftwerk Schwerin-Süd
Das Heizkraftwerk Schwerin-Süd ist ein von der Energieversorgung Schwerin (EVS), einem Unternehmen im Verbund der Stadtwerke Schwerin (SWS), betriebenes Heizkraftwerk im Schweriner Stadtteil Wüstmark in Mecklenburg-Vorpommern. Es verfügt über einen 180 Meter hohen Schornstein, der nach dem Sendemast im Stadtteil Neu Zippendorf das zweithöchste Bauwerk in Schwerin ist.

## Technik
Das heutige Heizkraftwerk ist eines von zwei erdgasbefeuerten und bis Dezember 1994 errichteten Gas-und-Dampf-Kombikraftwerken, die im Kraft-Wärme-Kopplungs-Verfahren arbeiten und somit sowohl Wärme für das Schweriner Fernwärmenetz bereitstellen, als auch Strom produzieren.
Die Hauptkomponenten des Heizkraftwerkes sind zwei Gasturbinen mit einer Leistung von 15,7 MW, zwei Abhitzekessel (45 t/h) mit Zusatzfeuerung, eine Entnahmekondensationsturbine mit einer Leistung von 22,8 MW und ein Luftkondensator (90 t/h). Im Normalbetrieb liefert das Heizkraftwerk eine elektrische Leistung von 46,1 MW und eine Fernwärmeleistung von 60 MW, im Kondensationsbetrieb sind es 54,2 MW elektrische Leistung und 10,2 MW Fernwärmeleistung. Beispielsweise bei der Unterbrechung der Gasversorgung kann wahlweise Heizöl EL als Brennstoff zum Einsatz kommen.
Beide Schweriner Heizkraftwerke sind durch eine etwa zehn Kilometer lange Fernwärmeleitung verbunden. In Zeiten geringer Heizwärmelast werden im Heizkraftwerk Schwerin-Lankow weiter Wärme und Strom produziert, während in Schwerin-Süd zur vorrangigen Stromproduktion auf Kondensationsbetrieb umgestellt wird.
Der Netzanschluss erfolgt über das Umspannwerk Wüstmark auf der 110-kV-Hochspannungsebene in das Stromnetz des Verteilnetzbetreibers WEMAG Netz.

## Geschichte

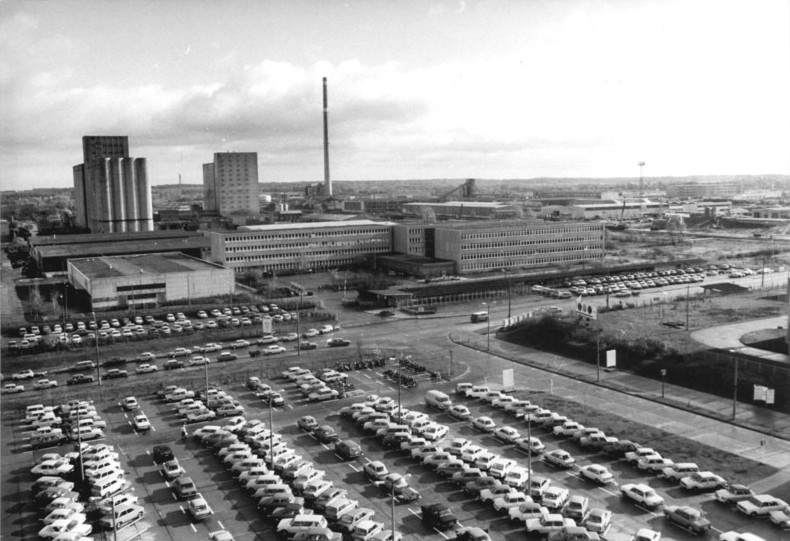
Industriegebiet Schwerin-Süd und Schornstein des Heizwerkes im Hintergrund (1987)

Am gleichen Standort wurde bereits von 1973 bis 1976 ein Ölheizwerk zur Fernwärme-Versorgung von 8000 Haushalten des Wohngebietes Großer Dreesch und 16 Betrieben des Industriegebietes Schwerin-Süd errichtet. Die Fertigstellung des 180 Meter hohen Schornsteins erfolgte im August 1974. Da der Ölverbrauch seit Anfang der 1980er Jahre aufgrund wirtschaftlicher Probleme gedrosselt werden musste, stattete man ein weiteres Heizwerk in Wüstmark mit einem Dampferzeuger auf Braunkohlenbasis aus. Dieses wurde mit dem Heizwerk Schwerin-Süd gekoppelt. Mit dem Anschluss Schwerins an die Erdgastrasse Salzwedel-Rostock im Jahr 1982 wurde das Heizwerk auf Befeuerung mit einheimischem Erdgas umgestellt.
Die Stromversorgung Schwerins erfolgte zur Wendezeit um 1990 ausschließlich aus überregionalen Netzen. Mit der Sanierung des bestehenden Heizwerkes, entschied man sich für die Kraft-Wärme-Kopplung. Nach der Auftragserteilung im Dezember 1992 erfolgte im Oktober 1993 der Baubeginn. Im Dezember 1994 war das Heizkraftwerk fertiggestellt.